# Cornus racemosa
Cornus racemosa — вид квіткових рослин із родини деренових (Cornaceae). Поширений у східній частині Сполучених Штатів і Канади. Це кущ до 5 метрів заввишки; листки волосисті; пелюстки білі; кістянки білі. Використовується як ліки й декоративна рослина.

## Морфологічна характеристика
Це кущ до 5 метрів заввишки; наявні кореневища. Стебла поодинокі; кора сіра, ламка, бородавчаста, часто утворює дрібні пластинки. Гілочки рожевувато-коричневі, зеленувато-бордові, пізніше сіро-бордові, 2 проксимальних міжвузля густо запушені, дистальні міжвузля рідко притиснуто-запушені. Листкова ніжка 2–8 мм; листкова пластинка від ланцетної до яйцеподібної форми, 1.5–8 × 0.5–4 см, верхівка від загостреної до тупої, абаксіальна (низ) поверхня блідо-зелена, адаксіальна поверхня зелена, стає бордовою на сонці, обидві поверхні з притиснутими волосками, від білих до залозистих. Суцвіття зазвичай подовжені, іноді опуклі або пірамідальні, 2.5–5 см у діаметрі. Квітки: гіпантій притиснуто-волосистий; чашолистки 0.2–0.5 мм; пелюстки білі, 2.3–3 мм. Кістянки зазвичай білі, зрідка блідо-блакитні, сплющено-еліпсоїдні, стислі з боків, 4–8 мм; кісточка сплющено-еліпсоїдна, 3–6.5 мм, гладка, верхівка заокруглена до злегка загостреної. 2n = 22.

## Середовище проживання
Канада (Квебек, Онтаріо, Манітоба); США (Коннектикут, Індіана, Мен, Массачусетс, Мічиган, Нью-Гемпшир, Нью-Джерсі, Нью-Йорк, Огайо, Пенсільванія, Род-Айленд, Вермонт, Західна Вірджинія, Іллінойс, Айова, Міннесота, Міссурі, Небраска, Північна Дакота, Південна Дакота, Вісконсин, Делавер, Кентуккі, Мериленд, Північна Кароліна, Південна Кароліна, Вірджинія, Округ Колумбія, Техас). Населяє поля, луки, узбіччя доріг, огорожі, узбіччя боліт; на висотах 0–1500 метрів.

## Використання
Рослина іноді збирається з дикої природи для місцевого використання як ліки. Він використовується в схемах озеленення земель і часто вирощується як декоративна рослина, особливо цінується за його ефектні квіти, плоди та привабливе осіннє забарвлення.

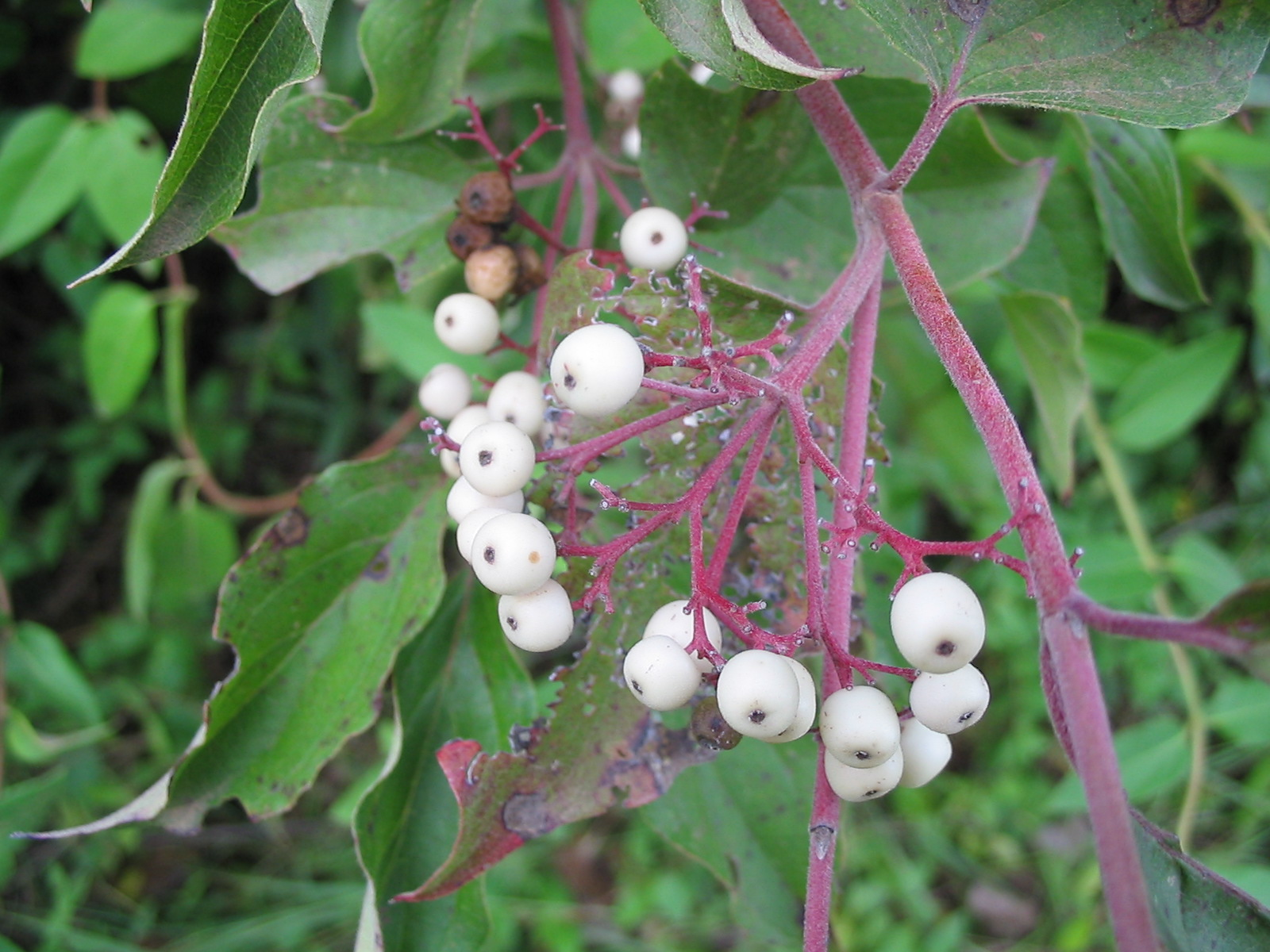
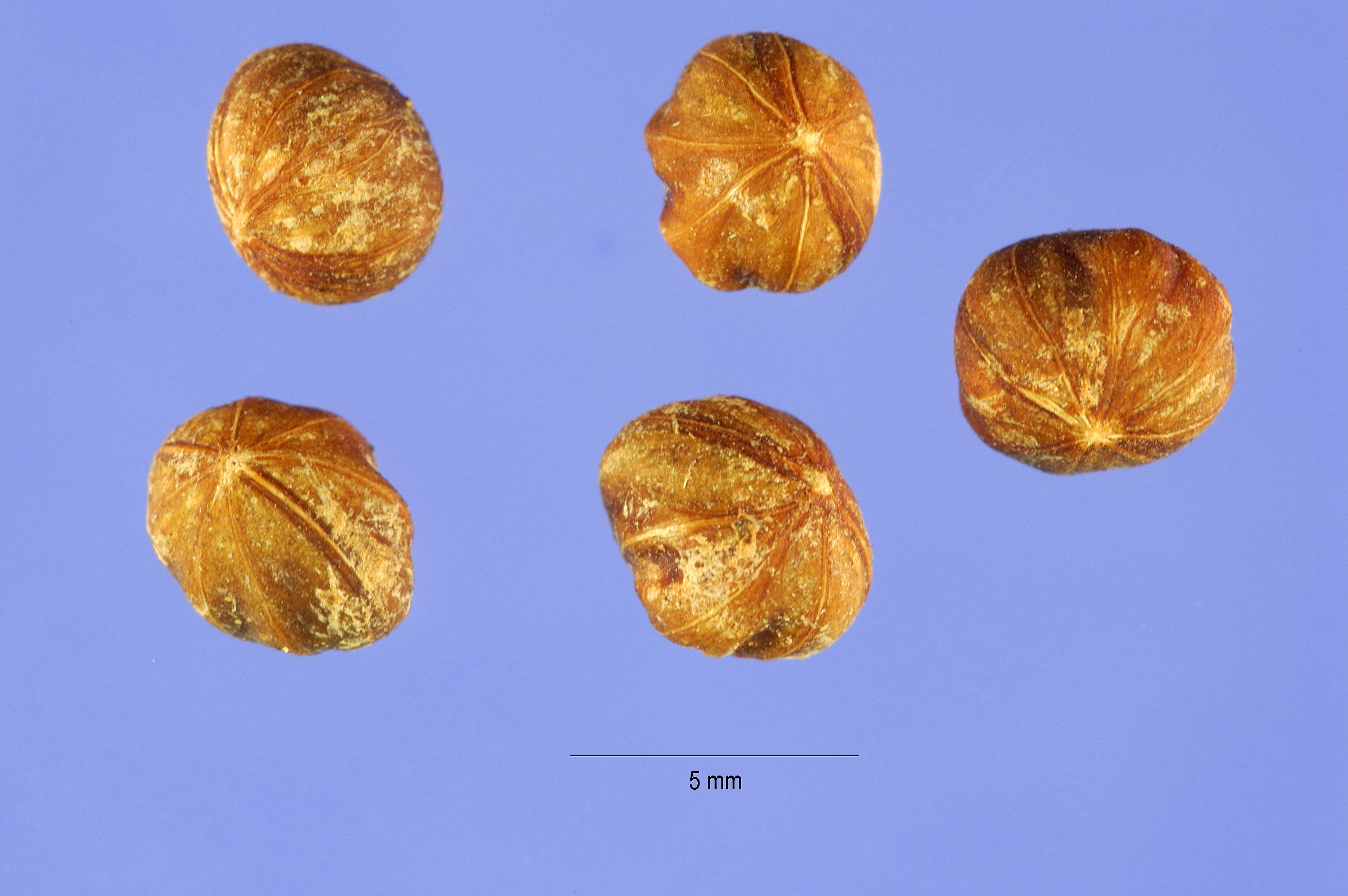
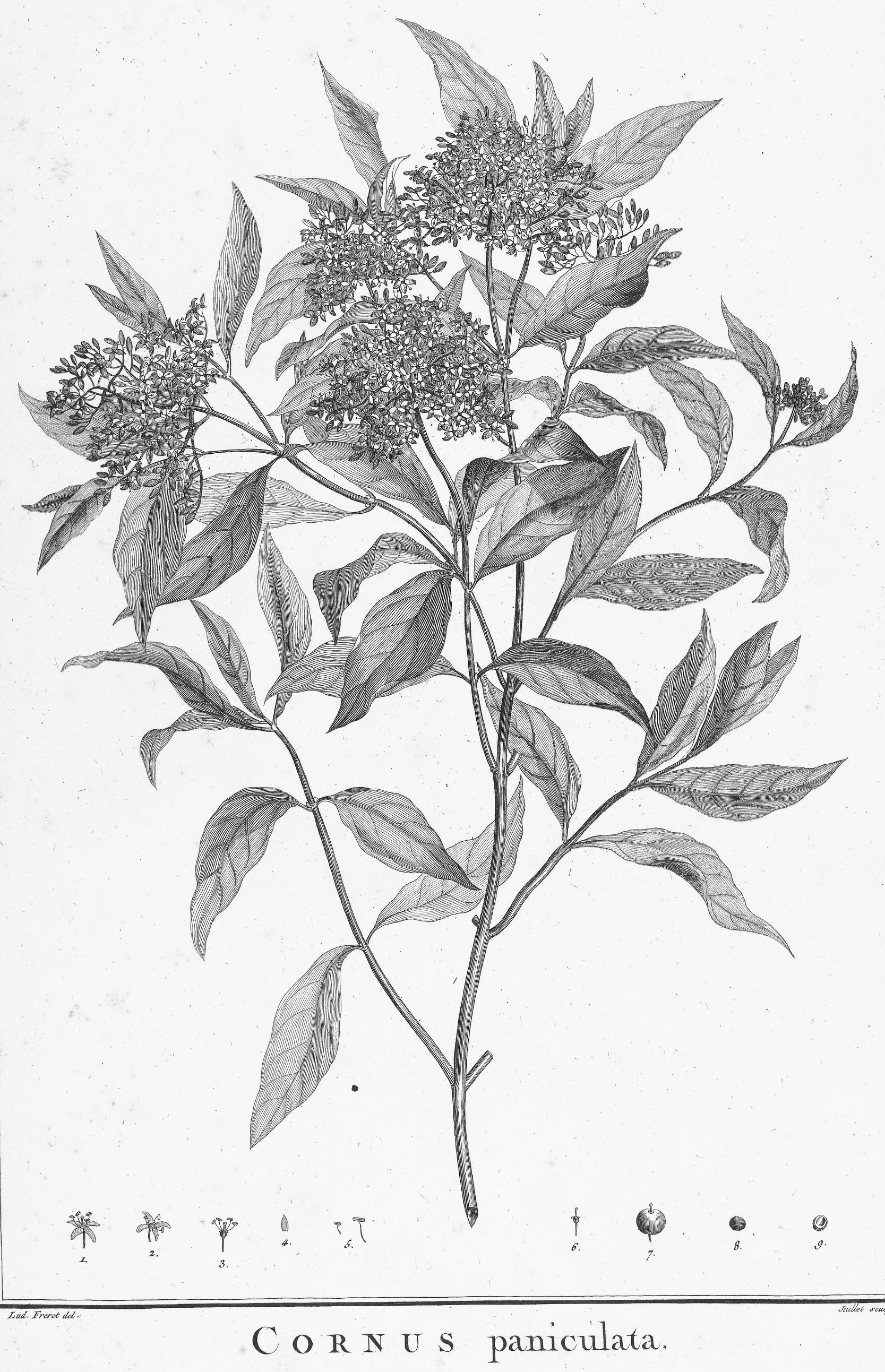